# Espora

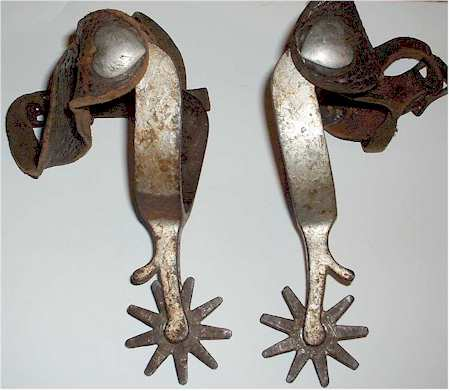
Espora do tipo velho-oeste.

Esporas são utensílios utilizados para pressionar o cavalo a se locomover, normalmente dispostos na bota ou calçado do cavaleiro.

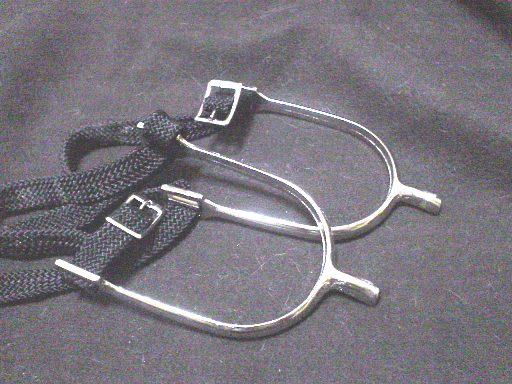

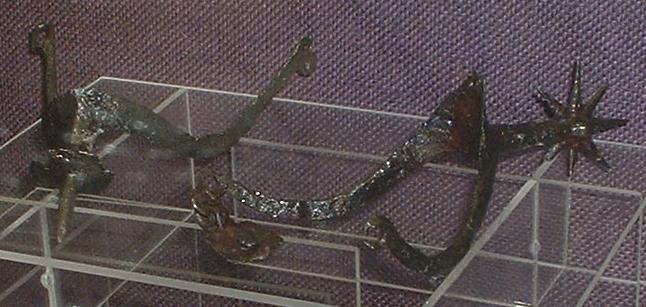
Esporas de ferro da Idade Média

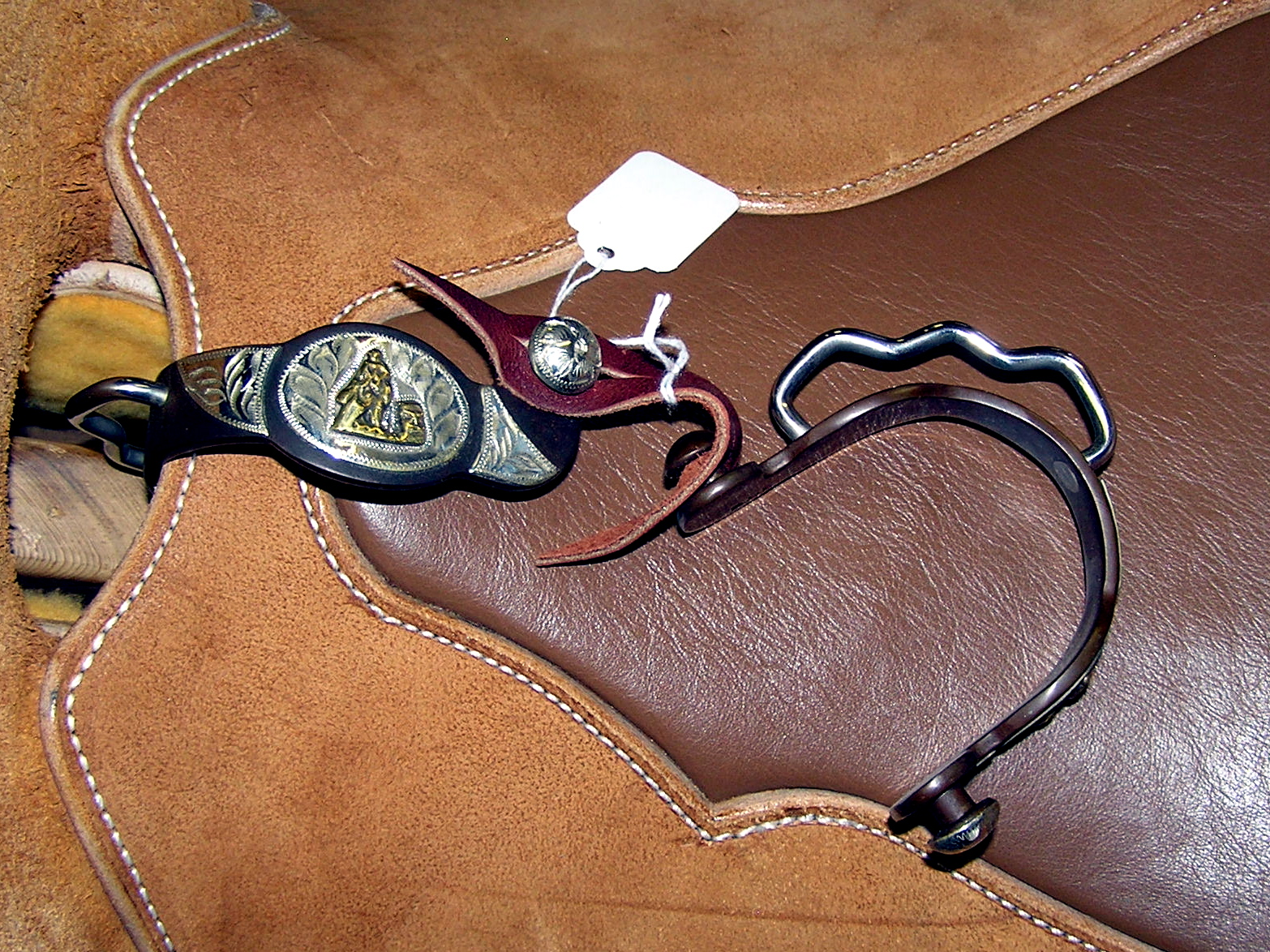
Esporas para corridas de cavalos.

## A história das esporas
A primeira espora de que se tem registro era uma espécie de agulha grossa, de material duro, que se prendia ao calcanhar. Esse tipo de espora continuou sendo usado até o século XII, sem muitas alterações, modificada apenas no seu tamanho. Nesta época, a espora era usada em apenas um dos pés.
Por volta do século XIV, aparece a roseta giratória. Quando os cavaleiros vestiam armaduras da cabeça aos pés, as pernas, quase imobilizadas, precisavam de esporas bem compridas para tocar o animal. Nesse período, a espora era classificada como o mais importante de todos os acessórios do cavaleiro. Consideradas obras de arte, eram fabricadas por artesãos e fabricantes de armas mais famosos da Itália e Alemanha.
Durante época da cavalaria, a espora foi o distintivo mais apreciado dos cinco considerados "as grandes honras" que distinguiam um cavaleiro. Estes possuíam esporas de ouro, e tirá-las na frente de alguém era considerado sinal de homenagem.
Até o ano 800, inclusive os religiosos que participavam de combates montados usavam esporas. Dentre as várias condecorações famosas, a Ordem da Espora de Ouro foi criada pelo Papa em 1500.
Com o passar do tempo as esporas foram adquirindo a forma e função que possuem hoje.
Fonte: Revista Horse Business